# Antiteísmo
El antiteísmo la actitud ideológica básica activa que rechaza cualquier creencia en un Dios o dioses porque al menos no tiene sentido, a veces la clasifica como dañina y peligrosa, a veces se opone activamente a cualquier forma de teísmo y, como antiteísmo fuerte , lucha contra la religión. El término ha tenido un variado espectro de aplicaciones; en contextos seculares, típicamente se refiere a la oposición directa a la religión organizada o a la creencia en cualquier deidad, mientras que en un contexto teísta, a veces se refiere a la oposición a un dios o dioses específicos.
A veces se opone activamente a cualquier forma de teísmo y, como antiteísmo fuerte, lucha contra la religión.
Un término general para esto es ateísmo como una cosmovisión sin creencia en un dios o dioses. En el ateísmo o agnosticismo débil no se hacen suposiciones sobre la demostrabilidad de la existencia o no existencia de dioses o la utilidad de creer en Dios.

## Definición
El teísmo asume la existencia de uno o más seres divinos, mientras que el antiteísmo rechaza esta suposición. Está dirigido contra las cosmovisiones teístas, no contra sus adherentes.
El Diccionario Chambers define el antiteísmo de tres maneras diferentes: “Una doctrina antagónica al teísmo; negación de la existencia de un dios; oposición a Dios”. "Oponerse a Dios" no significa que los antiteístas crean en un Ser Supremo maligno y luchen contra él espiritualmente, sino que, por diversas razones, tanto las doctrinas teístas como las deístas son malas para el buen funcionamiento de la sociedad y, por tanto, inmorales.
La cosmovisión de muchas personas que se identifican como ateos (no antiteístas) hoy en día generalmente comparte las mismas ideas que son los principios básicos del antiteísmo. Sin embargo, esta actitud ignora la diferencia fundamental de que la falta de creencia en la existencia de Dios (ateísmo) es filosófica y psicológicamente muy diferente de creer que tal creencia es irracional y/o dañina (antiteísmo).
Los literatos y oradores ateos de la actualidad, como Richard Dawkins, parecen definir el término antiteísmo para sí mismos de tal manera que no solo niegan que todos los teísmos sean verdaderos, sino que también los niegan por completo o al menos en su mayor parte su utilidad. Esto sucede sobre todo en contraste con los ateos, que no creen en la existencia de Dios, pero a menudo ven un beneficio en la religiosidad (por ejemplo, para la moral y la ética de una sociedad).[cita requerida]
Richard Dawkins ha escrito extensivamente sobre estos temas en su obra The Good delusion, existente en español  con el título El espejismo de Dios.
Richard Dawkins sugiere que la existencia de dios debería tratarse como una hipótesis científica como cualquier otra. Dawkins se convirtió en un destacado crítico de la religión y ha expresado su oposición a la religión en dos sentidos: la religión es a la vez una fuente de conflicto y una justificación para creer sin evidencia. Considera la fe —creencia que no se basa en evidencia— como «uno de los grandes males del mundo».

## Argumento
La doctrina antiteísta se basa en el principio de autoridad formulado por el anarquista de origen francés Pierre-Joseph Proudhon, quien sostiene que el poder político se sustenta en la creencia en un dios que origina, ocupa la cúspide y encabeza la escala jerárquica de dominación, y que este dios sería el reflejo y el justificativo de la existencia del gobierno, y viceversa. El principio de autoridad, y por tanto la predisposición a obedecer al Estado, se sustenta sobre la creencia de que siempre existe un ser superior, supremo. Así, esta dependencia del ser humano respecto de Dios, le impediría asumir su propia humanidad y por tanto la libertad. La religión supondría la negación de la realidad del hombre y por tanto su alienación, donde desprecia la naturaleza real y valora la metafísica irreal. Esta idea sería después ampliamente desarrollada por Mijaíl Bakunin en su obra Dios y el Estado.
Los anarquistas no plantean el ateísmo como algo obligatorio ni por decreto, sino como una labor de educación y concienciación voluntaria, en el marco de una filosofía naturista y una educación racionalista que no dé explicaciones sobrenaturales a los hechos de la realidad.
El antiteísmo anarquista difiere del marxismo antirreligioso, ya que este último va más allá, al no únicamente negar la existencia de dioses, sino promocionar abiertamente su oposición a la religión a través del control estatal. [cita requerida]
Existen otros antiteístas, como Friedrich Nietzsche, quien sostiene que el hombre europeo descendiente de los hiperbóreos ha de asumir la gran e inevitable consecuencia de la muerte en la sociedad occidental de Dios, del Dios judeocristiano, el vengativo y cruel Yahveh. La consecuencia de la muerte de Dios es que los valores vigentes en la sociedad occidental se vienen abajo, según el nihilismo, porque la vida carece de significado objetivo, propósito, o valor intrínseco. Según Nietzsche, la superación del nihilismo se producirá cuando el Übermensch imponga los nuevos valores de la moral de señores, destruyendo los valores de la moral de esclavos. Resumiendo, destruimos los valores de los hombres para poner en su lugar los valores del Übermensch, que ocupará el lugar de Dios.[cita requerida]

## Oposición a la idea de dios
Otras definiciones de antiteísmo incluyen la del filósofo católico francés Jacques Maritain (1953), para quien el antiteísmo es "una lucha activa contra todo lo que nos recuerda a Dios".
La definición de Robert Flint (1838-1910), profesor de teología en la Universidad de Edimburgo, era similar. La conferencia de Baird de Flint de 1877 se tituló "Teorías antiteístas".  Usó "antiteísmo" como un término muy general para toda oposición a su propia forma de teísmo, que definió como
la "creencia de que los cielos y la tierra y todo lo que contienen deben su existencia y continuidad a la sabiduría y voluntad de un Ser supremo, autoexistente, omnipotente, omnisciente, justo y benévolo, que es distinto e independiente de de lo que Él ha creado."(p 1)
Flint escribió:
"Al tratar con teorías que no tienen nada en común excepto que son antagónicas al teísmo, es necesario tener un término general para designarlas. Anti-teísmo parece ser la palabra apropiada. Es, por supuesto, mucho más comprensiva en significado que el término ateísmo. Se aplica a todos los sistemas que se oponen al teísmo. Incluye, por lo tanto, el ateísmo, pero aparte del ateísmo, hay teorías antiteístas".

"El politeísmo no es ateísmo, porque no niega que haya una deidad; pero es antiteísta porque niega que haya una sola. El panteísmo no es ateísmo, porque afirma que hay un dios; pero es antiteísmo, porque niega que dios sea un ser distinto de la creación y que posea atributos tales como sabiduría, santidad y amor. Toda teoría que se niega a atribuir a un dios un atributo que es esencial para una concepción digna de su carácter es antiteísta. Solo aquellas teorías que se niegan a reconocer que hay evidencia incluso de la existencia de un dios son ateas".(p 23)
Sin embargo, Flint también reconoció que el antiteísmo generalmente se entiende de manera diferente a como él lo define. En particular, señala que se ha utilizado como una subdivisión del ateísmo, descriptivo de la opinión de que el teísmo ha sido refutado, más que como el término más general que prefería Flint. Rechazó la alternativa no-teísta
"no solo por su origen y carácter híbrido, sino también porque es demasiado integral. Las teorías de la ciencia física y mental no son teístas, incluso cuando en ningún grado, directa o indirectamente, son antagónicas al teísmo".(p444)
El filósofo inglés de la Universidad de Hong Kong Christopher New (1942-) retomó este uso del término en un ensayo publicado en 1993. En él, imagina cómo serían los argumentos a favor de la existencia de un dios malvado: 
Los antiteístas, como los teístas, creerían en un creador omnipotente, omnisciente y eterno; pero mientras que los teístas creerían en la existencia de una entidad suprema perfectamente buena, los antiteístas contemplarían la existencia de un dios perfectamente malvado
Este enfoque puede ilustrarse con el Satanismo espiritual, que invierte el orden de los campos haciendo de Lucifer el verdadero portador de la Verdad; o, en una concepción estrictamente monoteísta, con el Satanismo laveyano, que considera que, frente a la indiferencia morbosa del demiurgo, el individuo sólo puede contar consigo mismo.

## Oposición al teísmo
Un antiteísta se define como “una persona que se opone a la creencia en la existencia de un dios” .
El término parece haber sido acuñado por Pierre-Joseph Proudhon en Idea general de la revolución, 1851, y la idea desarrollada en Sobre la justicia en la revolución y en la Iglesia, 1858 (Estudio VI, Le Travail , cap. V et seq.). Pero a partir del Sistema de Contradicciones Económicas o Filosofía de la Miseria (1846), adoptó el siguiente planteamiento:
Bueno, que así sea. Imaginemos que Dios existe; afirmemos incluso su existencia. Pues su existencia es incompatible con la existencia de la humanidad. En consecuencia, no tiene otra opción, para su propia supervivencia, que negar la existencia de Dios, exista o no. Uno de los (muchos) argumentos que surgen regularmente de la pluma de Proudhon es que la humanidad es por naturaleza pluralista y en evolución. Lo que es cierto hoy no necesariamente lo fue ayer y no necesariamente lo será mañana. Lo que es cierto en Occidente no necesariamente lo es en Asia , etc. Toda religión sin excepción, por estar en la naturaleza misma de la religión, crea leyes eternas y universales. Toda religión está inherentemente en desacuerdo con la humanidad. La humanidad, para existir, debe negar la existencia de Dios, no a pesar de la hipótesis de su existencia, sino a causa de esta hipótesis. 
El concepto permite distinguir entre una simple indiferencia o apatía hacia el teísmo, el ateísmo o el agnosticismo, y un rechazo u oposición hacia las creencias religiosas. Stefan Baumrin define a un antiteísta como una persona atea que intentaría convencer a los teístas de que están en un error.
El estadounidense humanista rabino Greg Epstein  de la Universidad de Harvard define que "si el ateísmo es la ausencia de creencia en un dios, el antiteísmo es la búsqueda activa de los peores aspectos de la fe en un dios, con el objetivo de convertirlo en una representación de esta religión. El antiteísmo busca culpar y extraer a los creyentes de su religión, resaltando la estupidez de sus creencias en uno o más dioses .
El antiteísmo es reivindicado por quienes consideran que el teísmo es peligroso y destructivo. Un ejemplo de esta visión se encuentra en la obra Cartas a un joven rebelde (2001), en la que Christopher Hitchens escribe: “No sólo soy ateo, también soy antiteísta; No estoy simplemente afirmando que todas las religiones son versiones de la misma mentira, sino que sostengo que la influencia de las iglesias y los efectos de las creencias religiosas son verdaderamente malas".

## Exponentes
Entre los principales referentes del antiteísmo están Mijaíl Bakunin y Friedrich Nietzsche.
En palabras de Bakunin:

Si Dios existiera realmente habría que abolirlo.

cambiando la frase de Voltaire

Si Dios no existiera habría que inventarlo.

## Otros términos similares
La oposición a la existencia de un dios o dioses se conoce frecuentemente como no-teísmo, disteísmo o misoteísmo.
- El disteísmo significaría, en realidad, "creencia en una deidad que no es benévola".
- El misoteísmo, en sentido estricto, significa "odio a Dios".

Algunos ejemplos de sistemas de creencias basados en el principio de oposición a la existencia de un dios o dioses incluyen algunas formas de satanismo ateo y misoteísmo.